# Language Documentation & Conservation
Language Documentation & Conservation est une revue scientifique internationale en libre accès, évaluée par des pairs, qui couvre tous les sujets liés à la documentation et à la conservation des langues, à la fois au sens archivistique et au sens de la revitalisation des langues concernées. 
La revue publie des articles sur acceptation et est archivée en ligne dans ScholarSpace. La revue publie également des volumes spéciaux supplémentaires sur des sujets connexes. Elle est indexée dans Linguistics and Language Behavior Abstracts et dans la MLA International Bibliography.
Par l'accent qu'elle met sur l'articulation entre publications, outils et données, cette revue est rapidement devenue un acteur important du mouvement pour la science ouverte en linguistique,,.

## Thèmes
La revue couvre toute la gamme des thèmes liés à la documentation et à la conservation des langues : les questions liées à la gestion des données, aux méthodes d'enquête sur le terrain, l'éthique de la recherche et des travaux applicatifs, la création et le déploiement d'une orthographe pour une langue à tradition orale, la rédaction d'une grammaire de référence, la lexicographie, les méthodes d'évaluation du degré de vitalité ethnolinguistique, les questions d'archivage, et les politiques linguistiques. La revue accueille aussi bien des articles de synthèse concernant l'état de l'art dans une aire linguistique donnée que de courts rapports de bilan d'enquêtes de terrain sur des langues sous-documentées ou en danger, ainsi que des rapports au sujet d'entreprises de maintien, de préservation et de revitalisation des langues. Language Documentation & Conservation publie également des recensions critiques d'ouvrages, ainsi que d'outils logiciels du domaine, et de matériel utilisé lors des enquêtes de terrain et des projets de revitalisation. Enfin, la revue publie aussi des numéros thématiques. 

## Historique
La création de cette revue, en 2007, s'inscrit dans le cadre des initiatives prises par l'Université de Hawai‘i pour répondre à l'urgence de la disparition des langues. La revue a été parrainée par le National Foreign Language Resource Center (Université d'Hawaï) et publiée par University of Hawaii Press. Le rédacteur en chef fondateur était Kenneth L. Rehg (Université d'Hawai‘i). De 2011 à 2021, le rôle de rédacteur en chef fut assuré par Nicholas Thieberger (en) (Université de Melbourne). À partir de 2022, ce rôle est assuré par Racquel-María Sapién de l'université de l'Oklahoma. 

## Modèle éditorial
La revue suit les procédures habituelles d'expertise des articles soumis (évaluation par les pairs). Elle publie les articles dès qu'ils sont acceptés pour publication. Dans un effort de transparence, des rapports annuels détaillent les statistiques de fréquentation et la liste des participations effectives à l'équipe éditoriale.

## Plate-forme de diffusion, archivage, référencement
LD&C fait l'objet d'un archivage en ligne dans l'archive ScholarSpace. La revue est indexée dans Linguistics and Language Behavior Abstracts et dans la MLA International Bibliography. Une notice la concernant existe également dans le classement « Scimago ».
LD&C est depuis 2018 membre du réseau « Free Journal Network ».